# Megachile ignescens
Megachile ignescens är en biart som beskrevs av Cockerell 1929. Megachile ignescens ingår i släktet tapetserarbin, och familjen buksamlarbin. Inga underarter finns listade i Catalogue of Life.